# بوروسيا مونشنغلادباخ
نادي بوروسيا مونشنغلادباخ للتربية البدنية 1900 (بالألمانية: Borussia Verein für Leibesübungen 1900 e. V. Mönchengladbach) هو أحد أندية كرة القدم في ألمانيا ومقره هو مدينة مونشنغلادباخ، تأسس في 1 أغسطس 1900 ويلعب في الدوري الألماني بوندسليغا حيث كان أول ظهور له في الدوري موسم 1966/1965 وأصبح بعد ذلك واحد من أكثر الأندية الألمانية المعروفة وفاز بلقب الدوري خمس مرات منذ عام 1970 ، يلعب في ملعب بوروسيا بارك الذي تم افتتاحه عام 2004 ويتسع لـ 54,057 شخص الذي كان يسمى سابقاً "ملعب بوكيلبيرغ"، يبلغ عدد الأعضاء المنضمين للنادي 50 ألف عضو بحسب فبراير 2012 ويعد بذلك سادس أكبر نادي في ألمانيا.

## البطولات

### البطولات المحلية

#### بونديسليغا(الدرجة الأولى)
البطل (خمس مرات): 1969–70، 1970–71، 1974–75، 1975–76، 1976–77

#### بونديسليغا 2 (الدرجة الثانية)
البطل (مرة واحدة): 2007-2008

#### كأس ألمانيا
البطل (ثلاث مرات): 1959–60، 1972–73، 1994–95
الوصيف (مرتين): 1983–84, 1991–92

#### كاس السوبر الألماني
البطل (مره واحدة): 1977
الوصيف (مرة واحدة): 1995

#### كأس الدوري الألماني
الوصيف (مرة واحدة): 1972–73

### البطولات الأوروبية

#### دوري أبطال أوروبا
الوصيف:1977

#### كأس الاتحاد الأوروبي / الدوري الأوروبي
البطل (مرتان): 1975، 1979
الوصيف (مرتان): 1973، 1980

## روابط إضافية
- Official team site
- The Abseits Guide to German Soccer
- Borussia-Park the team's new stadium
- Tactics and LineUps
- Monchengladbach statistics
- Borussia World
- FohlenKommando